# 1984年 (小説)
『1984年』（1984ねん、原題: Nineteen Eighty-Four）または『1984』は、1949年に刊行したイギリスの作家ジョージ・オーウェルのディストピアSF小説。全体主義国家によって分割統治された近未来世界の恐怖を描いている。欧米での評価が高く、思想・文学・音楽など様々な分野に今なお多大な影響を与えている近代文学傑作品の一つである。
出版当初から冷戦下の英米で爆発的に売れ、同じくオーウェルが著した『動物農場』やケストラーの『真昼の暗黒』などとともに反全体主義、反共産主義、反集産主義のバイブルとなった。また資本主義国における政府の監視、検閲、権威主義を批判する文脈でも本作がよく引用される。
1998年にランダムハウス、モダン・ライブラリーが発表した「英語で書かれた20世紀の小説ベスト100」、1999年にフランスの「ル・モンド20世紀の100冊」や、2002年に発表した「ノルウェー・ブック・クラブによる史上最高の文学100」に選出されている。オーウェルは本作で、20世紀のイギリス文化における最高の記録保持者とみなされている。

## 作品背景
オーウェルは1944年には本作のテーマ部分を固めており、結核に苦しみつつ、1947年から翌48年にかけ転地療養先の父祖の地スコットランドのジュラ島でほとんどを執筆した。病状の悪化により1947年暮れから9か月間治療に専念することになり、執筆は中断された。1948年12月4日、オーウェルはようやく『1984年』の最終稿をセッカー・アンド・ウォーバーグ社（Secker and Warburg）へ送り、同社から1949年6月8日に『1984年』が出版された。
1989年の時点で、『1984年』は65以上の言語に翻訳される成功を収めた。『1984年』という題名、作中の用語や「ニュースピーク」の数々、そして著者オーウェルの名前自体が、今日では政府によるプライバシーの喪失を語る際に非常に強く結びつくようになった。「オーウェリアン（Orwellian、オーウェル的）」という形容詞は、『1984年』などでオーウェルが描いた全体主義的・管理主義的な思想や傾向や社会を指すのに使われるようになった。
当初、本作は『ヨーロッパ最後の人間（The Last Man in Europe）』と題されていた。しかし1948年10月22日付の出版者フレデリック・ウォーバーグに対する書簡で、オーウェルは題名を『ヨーロッパ最後の人間』にするか、『1984年』にするかで悩んでいると書いているが、ウォーバーグは『ヨーロッパ最後の人間』という題名をもっと商業的に受ける題名に変えるよう示唆している。オーウェルの題名変更の背景には、1884年に設立されたフェビアン協会の100周年の年であることを意識したという説、舞台を1984年に設定しているジャック・ロンドンのディストピア小説『鉄の踵（The Iron Heel、1908年刊行）』やG.K.チェスタトンの『新ナポレオン奇譚（The Napoleon of Notting Hill、1904年刊行）』を意識したという説、最初の妻アイリーン・オショーネシーの詩、『世紀の終わり、1984年（End of the Century, 1984）』からの影響があったとする説などがある。アンソニー・バージェスは著書『1985年（1978年刊行）』で、冷戦の進行する時代に幻滅したオーウェルが題名を執筆年の『1948年』にしようとしたという仮説を上げている。ペンギン・ブックス刊行のモダン・クラシック・エディションから出ている『1984年』の解説では、当初オーウェルが時代設定を1980年とし、その後執筆が長引くに連れて1982年に書きなおし、さらに執筆年の1948年をひっくり返した1984年へと書きなおしたとしている。
オーウェルは1946年のエッセイ『なぜ書くか（Why I Write）』では、1936年以来書いてきた作品のすべてにおいて、全体主義に反対しつつ民主社会主義を擁護してきたと述べている。オーウェルはまた、1949年6月16日に全米自動車労働組合のフランシス・ヘンソンにあてた手紙で、『ライフ』1949年7月25日号および『ニューヨーク・タイムズ・ブックレビュー』7月31日号に掲載される『1984年』からの抜粋について、次のように書いている。
わたしの最新の小説は、社会主義やイギリス労働党（私はその支持者です）を攻撃することを意図したのでは決してありません。しかし共産主義やファシズムですでに部分的に実現した（…）倒錯を暴露することを意図したものです（…）。小説の舞台はイギリスに置かれていますが、これは英語を話す民族が生来的に他より優れているわけではないこと、全体主義はもし戦わなければどこにおいても勝利しうることを強調するためです。
しかしアメリカなどでは、一般的には反共主義のバイブルとしても扱われた。アイザック・ドイッチャーは1955年に書いた『一九八四年 - 残酷な神秘主義の産物』の中で、ニューヨークの新聞売り子に「この本を読めば、なぜボルシェヴィキの頭上に原爆を落とさなければならないかわかるよ」と『1984年』を勧められ、「それはオーウェルが死ぬ数週間前のことだった。気の毒なオーウェルよ、君は自分の本が“憎悪週間”のこれほどみごとな主題のひとつになると想像できたであろうか」と書いている。

## あらすじ
(注:ストーリーの結末に触れる記述を含みます。)
1950年代に勃発した第三次世界大戦の核戦争を経て、1984年現在、世界はオセアニア、ユーラシア、イースタシアの三つの超大国によって分割統治されている。さらに、間にある紛争地域をめぐって絶えず戦争が繰り返されている。本作の舞台となるオセアニアでは、思想・言語・結婚などあらゆる市民生活に統制が加えられ、物資は欠乏し、市民は常に「テレスクリーン」と呼ばれる双方向テレビジョン、さらには町なかに仕掛けられたマイクによって屋内・屋外を問わず、ほぼすべての行動が当局によって監視されている。
オセアニアの構成地域の一つ「エアストリップ・ワン（旧英国）」の最大都市ロンドンに住む主人公ウィンストン・スミスは、真理省の下級役人として日々歴史記録の改竄作業を行っていた。物心ついたころに見た旧体制やオセアニア成立当時の記憶は、記録が絶えず改竄されるため、存在したかどうかすら定かではない。ウィンストンは、古道具屋で買ったノートに自分の考えを書いて整理するという、禁止された行為に手を染める。ある日の仕事中、抹殺されたはずの3人の人物が載った過去の新聞記事を偶然に見つけたことで、体制への疑いは確信へと変わる。
「憎悪週間」の時間に遭遇した同僚の若い女性、ジュリアから手紙による告白を受け、密かな出会いを重ねて愛し合うようになる。古い物の残るチャリントンという老人の店（ノートを買った古道具屋）を見つけ、その二階を隠れ家としてジュリアと共に過ごした。さらに、ウィンストンが話をしたがっていた党内局の高級官僚の1人、オブライエンとの接触に成功し、現体制に疑問を持っていることを告白した。党の宿敵エマニュエル・ゴールドスタインが書いたとされる禁書をオブライエンより渡されて読み、体制の裏側を知るようになる。
ところが、こうした行為が思想警察であったチャリントンの密告から明るみに出て、ジュリアと一緒にウィンストンは思想警察に捕らえられ、「愛情省」で尋問と拷問を受けることになる。最終的に彼は、愛情省の「101号室」で自分の信念を徹底的に打ち砕かれ、党の思想を受け入れ、処刑される日を想って心から党を愛すようになるのであった。
なお、本編の後に『ニュースピークの諸原理』と題された作者不詳の解説文が附されており、これが標準的英語の過去形で記されていることが、主人公ウィンストン・スミスの時代より遠い未来においてこの支配体制が破られることを暗示している。筆者のジョージ・オーウェルは、この部分を修正・削除するように要請された際、「削除は許せない」と修正を拒否した。

## 登場人物
ウィンストン・スミス（Winston Smith）
本作の主人公。39歳の男性。真理省記録局に勤務。キャサリンという妻がいるが、別居中。しばしば空想の世界に耽り、現体制の在り方に疑問を持つ。テレスクリーンから見えない物陰で密かに日記を付けており、これはイングソック下において極刑相当の「思考犯罪」行為に値する。見捨てられた存在であるプロレ達に「国を変える力がある」という考えの持ち主。ネズミが苦手。
ジュリア（Julia）
本作のヒロイン。26歳の女性。真理省創作局に勤務。青年反セックス連盟の活動員。表面的には熱心な党員を装っているが、胸中ではウィンストンと同じく党の方針に疑問を抱いている。他方、党の情報の改竄など、自分自身にあまり関係のないことには興味がない。ウィンストンに手紙を使って告白し、監視をかいくぐって逢瀬を重ねる。
オブライエン（O'Brien）
真理省党内局に所属する高級官僚。他の党員と違い、やや異色の雰囲気を持つ。ウィンストンの夢にたびたび現れる。秘密結社『兄弟同盟』の一員を名乗り、エマニュエル・ゴールドスタインが書いたとされる禁書をウィンストンに渡すが、実際はウィンストンとジュリアを捕らえるために接近する。人心掌握の術に長け、二重思考を巧みに使いこなす。
トム・パーソンズ（Tom Parsons）
ウィンストンの隣人。真理省に勤務。肥満型だが活動的。献身的でまじめな党員。幼い息子と娘がおり、二人とも父と同じく完全に洗脳されている。
パーソンズ夫人（Mrs. Parsons）
トム・パーソンズの妻。30歳くらいだが、年よりもかなり老けて見える。親を密告する機会を虎視眈々と狙っている自分の子供達に怯えている。
サイム（Syme）
ウィンストンの友人。真理省調査局に勤務。言語学者でニュースピークの開発スタッフの一人。饒舌で、また頭の回転も速い。ニュースピークの「言語の破壊」に興奮を覚え、心酔している。
チャリントン（Charrington）
63歳の男性。思想警察。古い時代への愛着を持つ老人を装い、下町で古道具屋を営む。ウィンストンに禁止されたノートを売ったり、ジュリアとの密会の場所を提供したりと彼らを支えるが、後に政府へ密告する。
ビッグ・ブラザー（Big Brother、偉大な兄弟）
オセアニアの指導者。肖像では黒ひげをたくわえた温厚そうな人物として描かれている。モデルはヨシフ・スターリン。
エマニュエル・ゴールドスタイン（Emmanuel Goldstein）
かつては「ビッグ・ブラザー」と並ぶオセアニアの指導者であったが、のちに反革命活動に転じ、現在は「人民の敵」として指名手配を受けている。「兄弟同盟」と呼ばれる反政府地下組織を指揮しているとされる。党によれば、いかにも狡猾（）そうで山羊に似た顔立ちの老人。モデルはレフ・トロツキー。ゴールドスタインという名は、トロツキーの本名「ブロンシュテイン」のもじりである。

## 設定

### 地理

『1984年』の世界のおおまかな地図。ピンクはオセアニア、オレンジはユーラシア、黄緑はイースタシア。間の白い地域は紛争地域と非居住地域である。

物語の舞台となる1984年は第三次世界大戦後の世界であり、オセアニア、ユーラシア、イースタシアの3つの超大国に分割統治されている。どの大国も一党独裁体制であり、イデオロギーの実情もそれほど違いはない。
オセアニア（Oceania）
1950年代の核戦争を経て誕生した国家であり、旧アメリカ合衆国をもとに、南北アメリカおよび旧イギリス、アフリカ南部、オーストラリア南部（かつての英語圏を中心とする地域）を領有する。イデオロギーは「イングソック（下記参照）」。
ユーラシア（Eurasia）
旧ソ連をもとに欧州大陸からロシア極東にかけてを領有する。イデオロギーは「ネオ＝ボリシェビキズム」。
イースタシア／イーストアジア（Eastasia）
旧中国や旧日本を中心に東アジアを領有する。イデオロギーは中国語であり、通常は「死の崇拝（Death-Worship）」と訳されるが、より正確には「滅私（Obliteration of the Self、自己滅却）」と呼ぶべきものとされる。
これら三大国は絶えず同盟を結んだり敵対しながら戦争を続けている。表向きは、各国とも世界支配のため他の大国を滅ぼすべく戦っているが、実態は世界を分割する3大国が結託し、労働力や資源を戦争で浪費することにより、富の増加による階級社会の不安定化や崩壊を防ぎ、支配階層が権力を半永久的に維持できるようにするために行っている「永久戦争」である。三大国はどれも戦争で滅ぼすことは不可能である。「タンジール、ブラザヴィル、ダーウィン、香港を頂点とする四辺形」と作中で形容される北アフリカから中東、インド、東南アジア、北オーストラリアにかけての一帯は、これら3大国が半永久的に争奪戦を繰り広げる紛争地域である。
エアストリップ・ワン（Airstrip One、第一エアストリップ、エアストリップ一号）は、この物語の舞台となるオセアニアの一区域。最大都市はロンドン。かつて英国とよばれた地域に相当し、ユーラシアに支配されたヨーロッパ大陸部とは断絶状態にある。エアストリップ（緊急用滑走路）の名のとおり、その主たる存在意義は、航空戦力でユーラシアに対峙・反撃する最前線基地であることと想定される。いわばオセアニアの不沈空母である。ロンドンには絶えずミサイルがどこからか着弾している。
しかし作中で描かれるこれらの戦争は、どこからか落ちてくるミサイル以外は、全てテレスクリーンを通じて国民に提供された情報によるもので、事実を確認することはできない。実際に戦争が行われているのか、また他国が存在するのか、エアストリップ・ワン以外のオセアニア領土がどうなっているのかは謎に包まれている。

### 政府

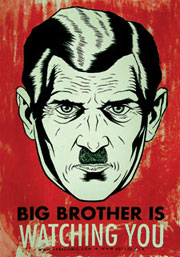
「BIG BROTHER IS WATCHING YOU」というフレーズと共に偉大な兄弟を描いたポスター

「党」（the Party）は、偉大な兄弟によって率いられるオセアニア唯一の政党である。偉大な兄弟は国民が敬愛すべき対象であり、町中の到る所に「偉大な兄弟があなたを見守っている（BIG BROTHER IS WATCHING YOU）」という言葉とともに彼の写真が張られている。しかし、その正体は謎に包まれており、実在するかどうかすらも定かではない。党の最大の敵は「人民の敵」エマニュエル・ゴールドスタインで、オセアニアと党を崩壊させるためのあらゆる陰謀の背後に彼がいるとされる。国民は毎日、テレスクリーンを通して彼に対する「二分間憎悪」を行い、彼に対する憎しみを駆り立てる。テレスクリーンの登場により、ほぼ全国民は党の監視下に置かれ、私的生活は存在しなくなっている。
党のイデオロギーは、「イングソック（IngSoc、English Socialism、イングランド社会主義）」と呼ばれる一種の社会主義である。核戦争後の混乱の中、社会主義革命を通じて成立したようだが、誰がどのような経緯で革命を起こしたのかは、忘却や歴史の改竄により明らかではない。ゴールドスタインの禁書によれば、そのイデオロギーの正体は「少数独裁制集産主義」とでも呼ぶべきもので、「社会主義の基礎となる原理をすべて否定し、それを社会主義の名の下におこなう」ことであるという。もとは社会主義運動の中から発したが、現在は中層階級が下層階級を味方につけて上層階級を倒す事態を永久に防ぎ、非自由と不平等を恒久的なものにすることを目的としている。
党の三つのスローガンが、至る所に表示されている。これらはゴールドスタインの禁書『寡頭制集産主義の理論と実践』の各章の題名でもある。
戦争は平和である（WAR IS PEACE）
自由は屈従である（FREEDOM IS SLAVERY）
無知は力である（IGNORANCE IS STRENGTH）

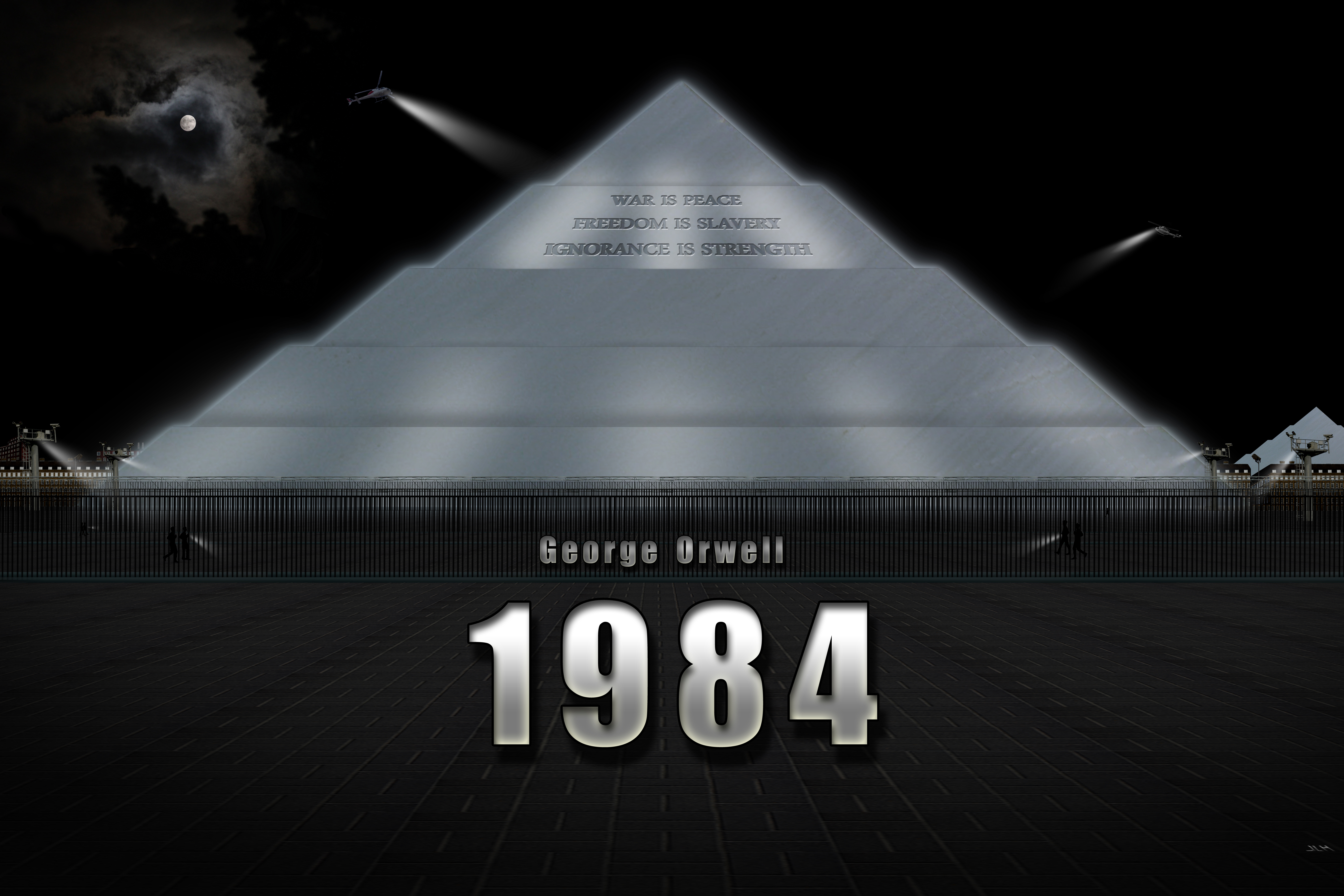
「真理省」を描いたイラスト

オセアニアには単一の首都は存在しない。オセアニアの各地域の国民は他地域や他民族による支配を感じておらず、ロンドンやニューヨークなど各地方の中心都市による自治が行われていると認識している。ロンドン市内には政府省庁の入った四つのピラミッド状の建築物がそびえ立っており、4棟のそれぞれに先述の3つのスローガンが書かれている。省庁名は後述のダブルスピークにより、本来の役目とは逆の名称が付けられている。
平和省（The Ministry of Peace、ニュースピークでは Minipax）
軍を統括する。オセアニアの平和のために半永久的に戦争を継続している。
豊富省（2009年新訳版では潤沢省、The Ministry of Plenty、ニュースピークでは Miniplenty）
絶えず欠乏状態にある食料や物資の、配給と統制を行う。
真理省（The Ministry of Truth、ニュースピークでは Minitrue）
プロパガンダに携わる。政治的文書、党組織、テレスクリーンを管理する。また、新聞などを発行しプロレフィードを供給するほか、歴史記録や新聞を党の最新の発表に基づき改竄し、常に党の言うことが正しい状態を作り出す。愛情省と共に「思想・良心の自由」に対する統制を実施。
愛情省（The Ministry of Love、ニュースピークでは Miniluv）
警察権を持ち、個人の管理・観察・逮捕、反体制分子（とされた人物）に対する尋問と処分を行う。被疑者を徹底的に拷問と洗脳にかけ、最終的に党のほうが正しいと反体制思想を自分の意思で覆させ、ビッグ・ブラザーへの愛が個人の意志に優るようにし、その後処刑する。真理省と共に「思想・良心の自由」に対する統制を実施。

### 国民

オセアニアの権力構造を示したピラミッド図。ビッグ・ブラザーを頂点に党内局、党外局、プロレが描かれている。

党には中枢の党内局（inner party、2009年新訳では党中枢）と一般党員の党外局（outer party、2009年新訳では党外郭）がある。党内局員はかつての労働者階級の作業着だったとされる黒いオーバーオールを着用し、貴族制的な支配階級（上層階級）で、世襲でなく能力によって選ばれ、テレスクリーンを消すことができる特権すらある。党外局員は青いオーバーオールを着る中間層（中層階級）で、党や政府の実務の大半をこなす官僚たちである。党の主要な監視対象は大衆ではなく上層階級に対して立ち上がる可能性のある中層階級（党局員）であり、党内局員も党外局員も反抗の意思を少しでも見せたら密告などに遭い、後述愛情省の思想警察（思考警察）に連行され「蒸発（強制失踪）」してゆく。「蒸発」した人間は存在の痕跡を全て削除され（例外あり）、その者は初めからこの世に存在していなかった、ニュースピークで言う「非存在」として扱われる。
党に関わりを持たない人々はプロレ（the proles、2009年新訳ではプロール、プロレタリアの略）と呼ばれ、人口の大半を占める被支配階級（下層階級）の労働者たちである。党が課す重労働が彼らを蝕み、10代から働き、早くに子供を作って、60歳までには死んでしまう。プロレフィード（Prolefeed、プロレの餌）と総称される酒、ギャンブル、スポーツ、セックスなどの娯楽は許可されているが、教育はされないため識字率も半分以下であり、彼らの住む貧民地区にはおびただしい犯罪が横行している。党はプロレ階層単独では社会を転覆させる能力のある脅威であるとは全く見ていないため、動物を放し飼いにするように接している。多くのプロレはテレスクリーンさえ持っておらず、それゆえ監視もされていない。
党外局員およびプロレの生活水準はきわめて低いが、真理省による宣伝によれば日用品などの生産は毎年驚くほど伸び続けており、1950年代の革命以前の社会は言語を絶するほどの貧しさだったという。もっとも過去の統計や過去に発表された目標数値も真理省により常に都合よく改竄され続けており、今より革命以前のほうが生活が豊かだった（あるいは現在が革命以前より貧しかった）ことを比較し証明することは不可能である。
党員において人間の性本能や愛情は抑圧され、すなわち自由恋愛は存在しない。党は神経学的に性本能を抹殺し、性行為から快楽を除去しようと試みており、党やビッグ・ブラザー以外への愛情は必要としないとしている。プロレの性に関しては放置されているが、党員の場合結婚は党への奉仕のために子供を生むための「儀礼」であり、男女間に性的欲求がある場合は結婚を許可されない。若者の間には「青年反セックス連盟」というものがあり、完全な独身主義を提唱して性を汚すキャンペーンを行っている。

### ニュースピーク
ニュースピーク （Newspeak、新語法）は、思考の単純化と思想犯罪の予防を目的として、英語を簡素化して成立した新語法である。語彙の量を少なくし、政治的・思想的な意味を持たないようにされ、この言語が普及した暁には反政府的な思想を書き表す方法も考える方法も存在しなくなる。
付録として作者によるニュースピークの詳細な解説が載っている。これによるとニュースピークにはA群B群C群に分けられた語彙が存在し、A群には主に日常生活に必要な名詞や動詞が含まれ、その意味は単純なものに限定され文学や政治談議には使用しにくいもののみがイングソックによる廃棄をまぬがれる。B群には政治に使用される用語が含まれ少なからずイデオロギーを含んだ合成語が含まれる（例: goodthink（正統性）、crimethink（思想犯罪））。C群にはほかの語群の不足を補うための科学技術に関する専門用語が含まれる。
またニュースピークは現代英語を必要最小限にまで簡略化することを目指しており、現在では別々の言葉が似たような意味を持つという理由で統合され名詞や動詞の区別も接尾語により変化する。たとえばニュースピークの文法では、名詞の thought（思想[名詞]）を動詞の think（考える）で代用でき、名詞の speed（速さ）に形容詞をあらわす -ful や副詞をあらわす -wise を加えることで、それぞれの品詞へ自在に変化する。bad をあらわすには good に否定の接頭語 un- をつけた ungood でこと足り、強意表現は plus- や doubleplus- といった接頭語をつけることで表現される。また、Minipax などのように略語を極端に採用しているが、これによって本来の語源を考えることなくまったく自動的に単語を話すことができる。これには、ナチスドイツやソ連が「ゲシュタポ」や「コミンテルン」などの略語を多用したことが影響している。なお、speak という単語に本来名詞としての用法はないため、「ニュースピーク」という言葉自体がニュースピークに分類される。
新語法（ニュースピーク）辞典が改定されるたびに語彙は減るとされている。それにあわせシェークスピアなどの過去の文学作品も書き改められる作業が進められている。改訂の過程で、全ての作品は政府によって都合よく書き換えられ、原形を失う。free の意味も「free from-（〜がない）」の意味しか残らず「政治的自由」や「個人的自由」の意味は消滅しているなど変化しており、原文の意味を保って自由や平等を謳う政治宣言などをニュースピークに翻訳することは不可能になる。

### ダブルシンク

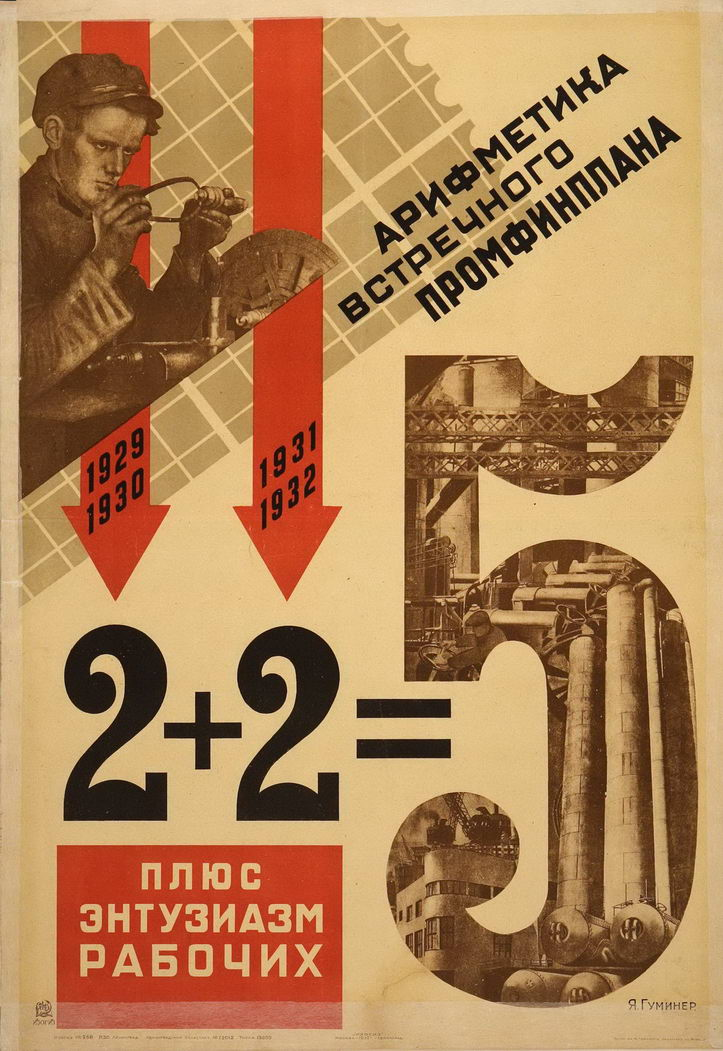
「2 + 2 = 5」というフレーズで五カ年計画の早期達成を扇動するソ連ポスター

ダブルシンク（doublethink、二重思考）は、「1人の人間が矛盾した2つの信念を同時に持ち、同時に受け入れることができる」という、オセアニア国民に要求される思考能力である。「現実認識を自己規制により操作された状態」でもある。
2足す2は5である

2 + 2 = 5（Two plus two makes five）は、本作を象徴するフレーズの一つである。ウィンストンは当初、党が精神や思考、個人の経験や客観的事実まで支配するということに嫌悪を感じて（「おしまいには党が2足す2は5だと発表すれば、自分もそれを信じざるを得なくなるのだろう」）自分のノートに「自由とは、2足す2は4だと言える自由だ。それが認められるなら、他のこともすべて認められる」と書く。後に愛情省でオブライエンに二重思考の必要性を説かれ拷問を受け、最終的にはウィンストンも犯罪中止と二重思考を使い、「2足す2は5である、もしくは3にも、同時に4と5にもなりうる」ということを信じ込むことができるようになる。
過去を支配する者は未来まで支配する。現在を支配する者は過去まで支配する
政府が過去を改竄し続けているのは、党員が過去と現在を比べることを防ぐため、そして何よりも党の言うことが現実よりも正しいことを保証するためである。党員は党の主張や党の作った記録を信じなければならず、矛盾があった時は誤謬（）を見抜かないようにし（誤謬を無視するこの思考方法を「犯罪中止」という）、万一誤謬に気づいても「二重思考」で自分の記憶や精神の方を改変し、「確かに誤謬があった、しかし党の言うほうが正しいのでやはり誤謬はない」ということを認識しなければならない。
古代の専制者は命じた。汝、するなかれと。全体主義者は命じた。汝、すべしと。我々は命じる、汝、かくなり、と
オブライエンの言によれば、かつての専制国家は人々に対しさまざまなことを禁止していた。近代のソ連やナチス・ドイツなどは人々に理想を押し付けようとした。今日のオセアニアでは人々はニュースピークやダブルシンクを通じ認識が操作されるため、禁止や命令をされる前に、すでに党の理想どおりの考えを持ってしまっている。党の考えに反した者も、最終的には「自由意思」で屈服し、心から党を愛し、党に逆らったことを心から後悔しながら処刑される。

### ダブルスピーク
ダブルスピーク（doublespeak、二重語法）は、矛盾した二つのことを同時に言い表す表現である。『1984年』作中の例でいえば「戦争は平和である」や「真理省」のように、例えば自由や平和を表す表の意味を持つ単語で暴力的な裏の内容を表し、さらにそれを使う者が表の意味を自然に信じて自己洗脳してしまうような語法である。他者とのコミュニケーションをとることを装いながら、実際にはまったくコミュニケーションをとることを目的としていない。
ダブルスピークという用語は、実際には『1984年』に登場していないが、初版発刊後の1950年代に一般化した言葉で、しばしば『1984年』由来と考えられている。ニュースピークのB群語彙の定義におおむね影響を受けている。また、現実にある政策や婉曲話法などを批判的に言及する際に「二重語法」という言葉を使うことがある。たとえば事業の再構築を意味するリストラクチャリング（リストラ）を単に「従業員の大規模解雇」の意味に使用するなど。

## 出版

### 原書
原文は電子出版も含め全文公開されているが、詳細な解説を行った版やオーディオブックなど、英語版だけでも複数のエディションが刊行されている。またタイトルは刊行当時の「Nineteen Eighty-Four」とアラビア数字の「1984」の2種類がある。
- George Orwell. Nineteen Eighty-Four. Penguin Modern Classics. ISBN 0-14-118776-X
トマス・ピンチョンの序論が追加されたペーパーバック。
- George Orwell. 1984: 60th-Anniversary Edition. Plume. ISBN 0-452-26293-3
刊行60周年記念版のペーパーバック。

### 日本語訳
- 『一九八四年』吉田健一・龍口直太郎 訳、文藝春秋新社、1950年。doi:10.11501/1694755。旧訳につき各・絶版。
書名は奥付等によるもの、表紙での表記は「1984」。
  - 『1984年』吉田健一・龍口直太郎 訳、出版共同社〈世界の名著〉、1958年。doi:10.11501/1695651。
- 『世界SF全集 10 ハックスリイ オーウェル』新庄哲夫 訳、早川書房〈世界SF全集〉、1968年。ISBN 978-4-15-200010-1。
  - 『1984年』新庄哲夫 訳、早川書房〈ハヤカワNV文庫〉、1972年2月。ISBN 4-15-040008-3。電子書籍（グーテンベルク21）で再刊
  - 『1984年』新庄哲夫 訳、早川書房〈Hayakawa novels〉、1975年3月。ISBN 978-4-15-207249-8。
- 『一九八四年 新訳版』高橋和久 訳、早川書房〈ハヤカワepi文庫〉、2009年7月。ISBN 978-4-15-120053-3。新訳。電子書籍も刊
タイトルも『一九八四年』に改名、解説はトマス・ピンチョン。
早川書房版の発行部数は1972年から2008年までに58万部[25]、2009年から2016年までに22万部[25]。
- 『1984』田内志文 訳、KADOKAWA〈角川文庫〉、2021年3月。ISBN 978-4-04-109245-3。
- 『一九八四』山形浩生訳、星海社、2024年9月。ISBN 978-4-06-537091-9

## 題材作品

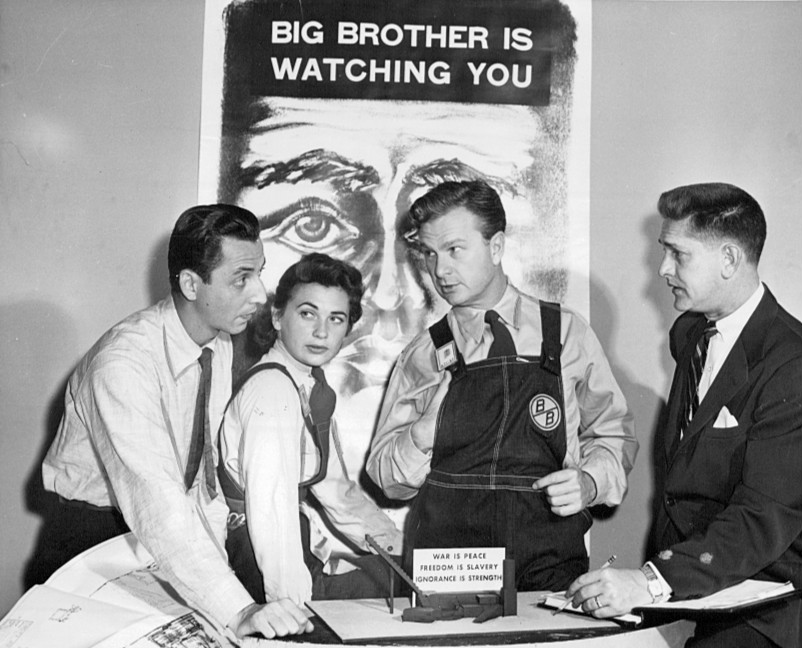
CBS版『1984年』の俳優

### 映画
- 『1984』マイケル・アンダーソン監督 1956年（日本では劇場未公開）
ストーリーは原作に準拠したものであるが、アメリカ公開版ではウィンストンとジュリアが拷問に最後まで屈せず、共に打倒ビッグ・ブラザーを叫んで死ぬという結末に変更された。オーウェルの遺族はこれに不満を持ち、公開差し止めを求めたという[26]。
- 『1984』 マイケル・ラドフォード監督・脚本 1984年
日本の映画館で公然と上映された映画としては初めて、陰毛をぼかしていないヌードを含んでいた。また、同年に死去したリチャード・バートンの遺作ともなった。
- 1984 ダイアナ・リンゴ監督の作品 2023

### テレビドラマ
- 『1984（英語版）』 CBS制作 1953年（日本未放映）
CBSの単発テレビドラマ『ウェスティングハウス・スタジオ・ワン』のプログラム。エディ・アルバート、ローン・グリーンらが出演。
- 『Nineteen Eighty-Four（英語版）』 BBC制作 1954年（日本未放映）
ピーター・カッシング主演。

### 舞台
- 『1984年』- ロリン・マゼール作曲のオペラ。2005年
- 『1984（英語版）』 - ダンカン・マクミラン（英語版）、ロバート・アイク（英語版）脚本の演劇。2014年にアルメイダ劇場で初演[27]。2018年に日本語版が新国立劇場で上演された[28]。

### 漫画
- 『1984年』バラエティ・アートワークス（漫画）、イースト・プレス〈まんがで読破 MD100〉、2012年2月。ISBN 978-4-781-60726-9。
- イングソック漫画省 編『COMIC 1984　20世紀暗黒近未来小説（デストピアノベル）の傑作』森晶麿（脚本）、大岡智子（漫画）、PHP研究所、2010年4月。ISBN 978-4-569-77818-1。
- 森泉岳土（漫画）『村上春樹の「螢」・オーウェルの「一九八四年」』河出書房新社、2019年12月。ISBN 978-4-309-29058-4。
- 前山三都里（漫画）『まんがでわかるジョージ・オーウェル『1984年』』 山形浩生監修、宝島社、2020年
- フィド・ネスティ（解説・画）『オーウェル『1984』を漫画で読む』 田内志文訳、いそっぷ社、2022年

## 影響

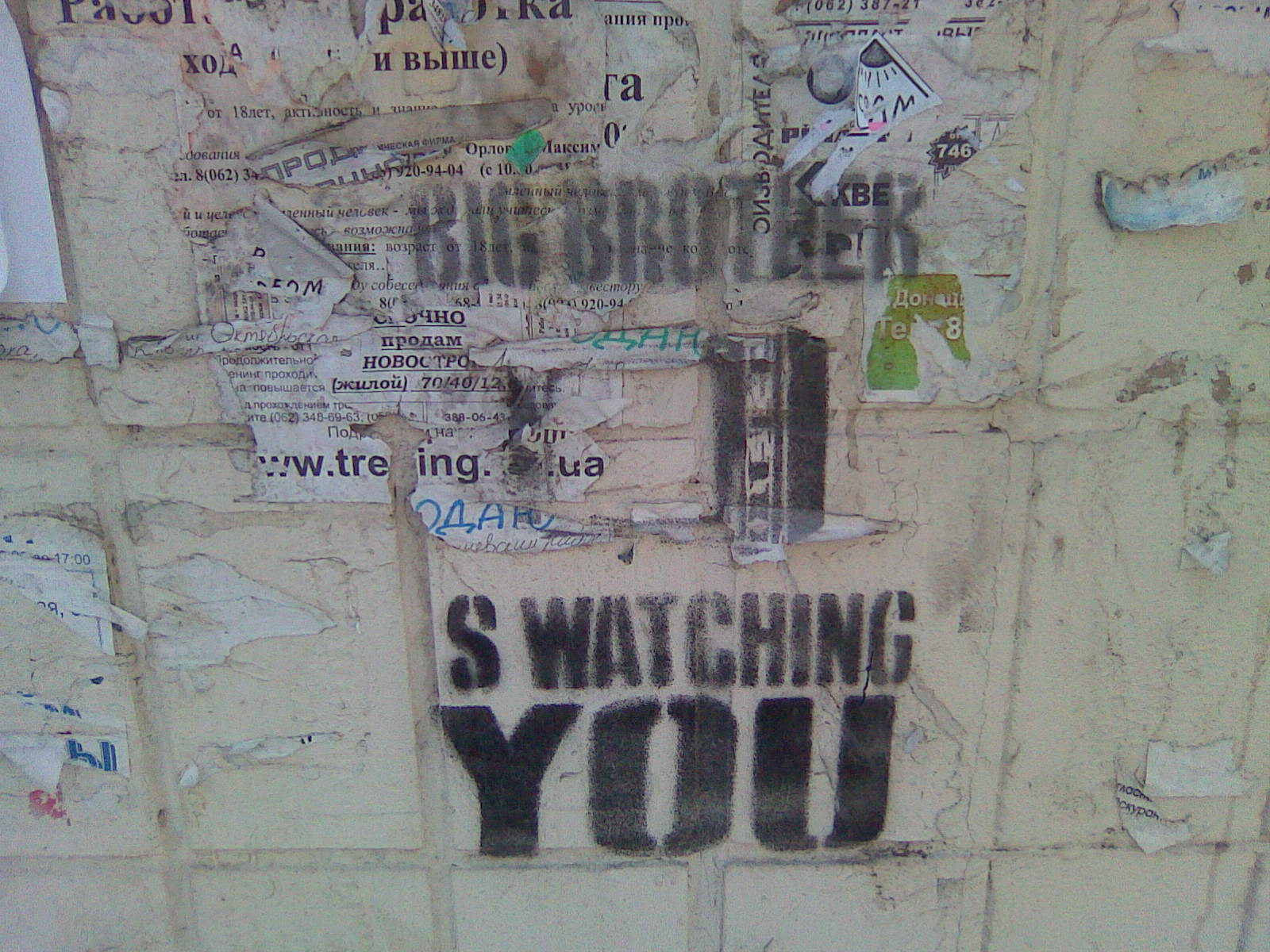
ウクライナ・ドネツクの工場にある壁の落書き

『1984年』が、英語の語彙に対して与えた影響は甚大であり、ビッグ・ブラザー、テレスクリーン、101号室、思想警察、アンパーソン、メモリーホール、ダブルシンク、ニュースピークといった、オーウェルによる造語は、権威ある英語辞書に掲載されるほど、全体主義を表現する一般的な語彙として浸透した。また、本作のテーマやコンセプト、プロットは特にポピュラー音楽や映像などで繰り返し言及されている。ソビエト連邦では1988年まで発禁処分とされた。2022年にはベラルーシで禁書に指定された。

### 作品論集
- 吉岡栄一『ジョージ・オーウェルと現代　政治作家の軌跡』彩流社（2014年）
- 川端康雄『オーウェル『一九八四年』　ディストピアを生き抜くために』慶應義塾大学出版会（2022年）
- 『ジョージ・オーウェル『一九八四年』を読む　ディストピアからポスト・トゥルースまで』秦邦生編、水声社（2021年）

### 創作
- レイ・ブラッドベリ『華氏451度』（1953年）
- アンソニー・バージェス『時計じかけのオレンジ』（1962年）
- アンソニー・バージェス『1985年』（1978年）。中村保男訳、サンリオ、1979年
- ジェルジ・ダロス『1985年』（1983年）。野村美紀子訳、柘植書房、1984年
- ジャック・ウォマック「アンビエント」シリーズ（1987年 - 2000年）
- 伊坂幸太郎『ゴールデンスランバー』（2007年）
- 伊藤計劃『虐殺器官』（2007年）『ハーモニー』（2008年）
- 村上春樹『1Q84』（2009年）

### 漫画
- 山下和美「ルキ・イスカリオテ」 -『不思議な少年　第5巻』、講談社 全9巻（2014年まで）、新版・講談社漫画文庫（6巻目まで）

### 映画
- フランソワ・トリュフォー監督『華氏451』（1966年）
- ジョージ・ルーカス監督『THX 1138』（1971年）
- テリー・ギリアム監督『未来世紀ブラジル』（1985年）
- ジョン・カーペンター監督『ゼイリブ』（1988年）
- カート・ウィマー監督『リベリオン (原題: Equilibrium)』（2002年）
- 神山健治 × 荒牧伸志監督『攻殻機動隊 SAC 2045』（2021年）

### 広告
- 『1984』（1983年） - Apple ComputerのMacintoshのテレビCM。リドリー・スコット監督。
- モトローラのAndroidタブレットXoomのテレビCM。2011年。

### ゲーム
- Valve Corporation『ハーフライフ2』（2004年）
- en:Dontnod Entertainment『Remember Me』（2013年）
- 小島プロダクション『メタルギアソリッドV』（2015年）

### 音楽
- スピリット『1984』（1969年）
- ポール・マッカートニー&ウイングス『1985年』（1973年）
- ヒュー・ホッパー『1984』（1973年）
- デヴィッド・ボウイ『ダイアモンドの犬』（1974年）
- トッド・ラングレン『1984年の子供たち』（1974年）
- リック・ウェイクマン『1984』（1981年）
- ユーリズミックス『1984 オリジナル・サウンドトラック』（映画『1984』のサウンドトラック）（1984年）
- レディオヘッド『OK コンピューター』（1997年）,『ヘイル・トゥ・ザ・シーフ』（2003年）
- レイジ・アゲインスト・ザ・マシーン『バトル・オブ・ロサンゼルス』（1999年）
- スティーヴィー・ワンダー『ビッグ・ブラザー』（1972年）
- P-MODEL「IN A MODEL ROOM」(1979年),「ダイジョブ」（1980年）
- マニック・ストリート・プリーチャーズ「Faster」(1994年) , 「Orwellian」(2021年)
- THA BLUE HERB『未来世紀日本』（1999年）
- 核P-MODEL（平沢進）「Big Brother」（2004年）
- andymori 1984(2010)
- ぼくのりりっくのぼうよみ『Newspeak』（2016年）
- 防弾少年団『LOVE YOURSELF 結 'Answer' S version』（2018年）
- amazarashi『朗読演奏実験空間 新言語秩序』（2018年）
- ヨルシカ『思想犯』（2020年）

### その他
- 2015年、自民党が法案示した「平和安全法制」について、社民党が『1984年』の引用を用いて批判した[31]。
- 2016年、『1984年』に登場するウィスキーの「Victory Gin（勝利ジン）」が実際にロンドンで製品化された。
- 2017年1月25日、『1984年』がAmazon.comのアメリカ国内での売り上げランキングで1位となった[32]。これは、ドナルド・トランプ大統領就任後間もないアメリカで繰り返されたメディアへの恫喝や嘘の発言が、本作の内容を連想させたためである。同様の現象は、他のディストピア小説にも波及している[33][34]。
- 電子書籍サービスAmazon Kindleが、販売済にもかかわらず『1984年』をユーザーの端末から削除してしまう不具合を引き起こした。